# Serrat del Tió
El Serrat del Tió és una muntanya de 803 metres que es troba al municipi de Lluçà, a la comarca d'Osona.